# Декоровані ферми Гельсінгланду
Ферми Гельсігланду — культурна спадщина та приклад традиційної шведської техніки будівництва старих фермерських будівель. До списку входять 7 традиційних будинків, колись належали колишнім фермерам шведам у 19 ст. Деякі з будинків є справжніми витворами мистецтва, у яких відчувається і вплив середньовіччя. До будинків прилягають різноманітні допоміжні споруди такі як: корівники, стайні, хліви. Розташовані вони усі на сході Швеції.
Мальовничі житлові будинки ферм стали символами багатого життя шведських господарів. 
Ферми Гальсігленда показують сільську техніку будівництва Швеції.

## Історія
На сьогодні по всій Швеції нараховується 1000 будинків по всій території країни, але занесеними до світової спадщини є лише сім будинків.
На порівняно невеликій площі північно-східної Швеції, що межує з Ботнічною затокою і відома як Хальсігланл, зосереджені великі та багато прикрашені дерев'яні ферми що відображають пік процвітання для сільськогосподарської місцевості XIX століття та соціальний статус своїх мешканців та забудовників. Вони відносяться головним чином до 18-19 століття , що відображають будівельну традицію по побудові з дерева, що виникла в середні віки (XII-XVI ст. н.е.). Ферми, розташовані в довгих родючих долинах у межах тайгового лісового ландшафту. Часто будинки використовували виключно для урочистостей і свят. Власники замовляли художників з Хальсінгленду або мандрівників з сусідньої Даларна, щоб забезпечити високо декоративні інтер'єри, а також щоб показати та похвалитися своїм соціальним статусом. Декорування складається з текстильних полотен, прикріплених до стін, або картин безпосередньо на дерев'яних стелях або стінах, деякі з них були намальовані іменитими художниками. Переважають біблійні теми, хоча можна зустріти і портрети людей. Також використрвувася і розпис на стінах. Стиль живопису можна розглядати як злиття популярного мистецтва та сучасних земельних стилів, таких як бароко, рококо.
Ці прикрашені будинки поєднують у собі місцеву традиційну народну творчість з високою відміною характеристикою, що можна розглядати як остаточний розквіт народної культури з глибокими корінням у північно-західній Європі.
Ці сім будинків розташовані на 100 км від сходу на захід та 50 км на північ на південь. Шість з них знаходяться в провінції Хелінгленд, а сьома - просто через кордон у Даларській провінції . Ця територія була культурно частиною Хельсінгланду у 1800-х роках .

## Список Семи господарств

#### Будинок Ґьостаґіварс

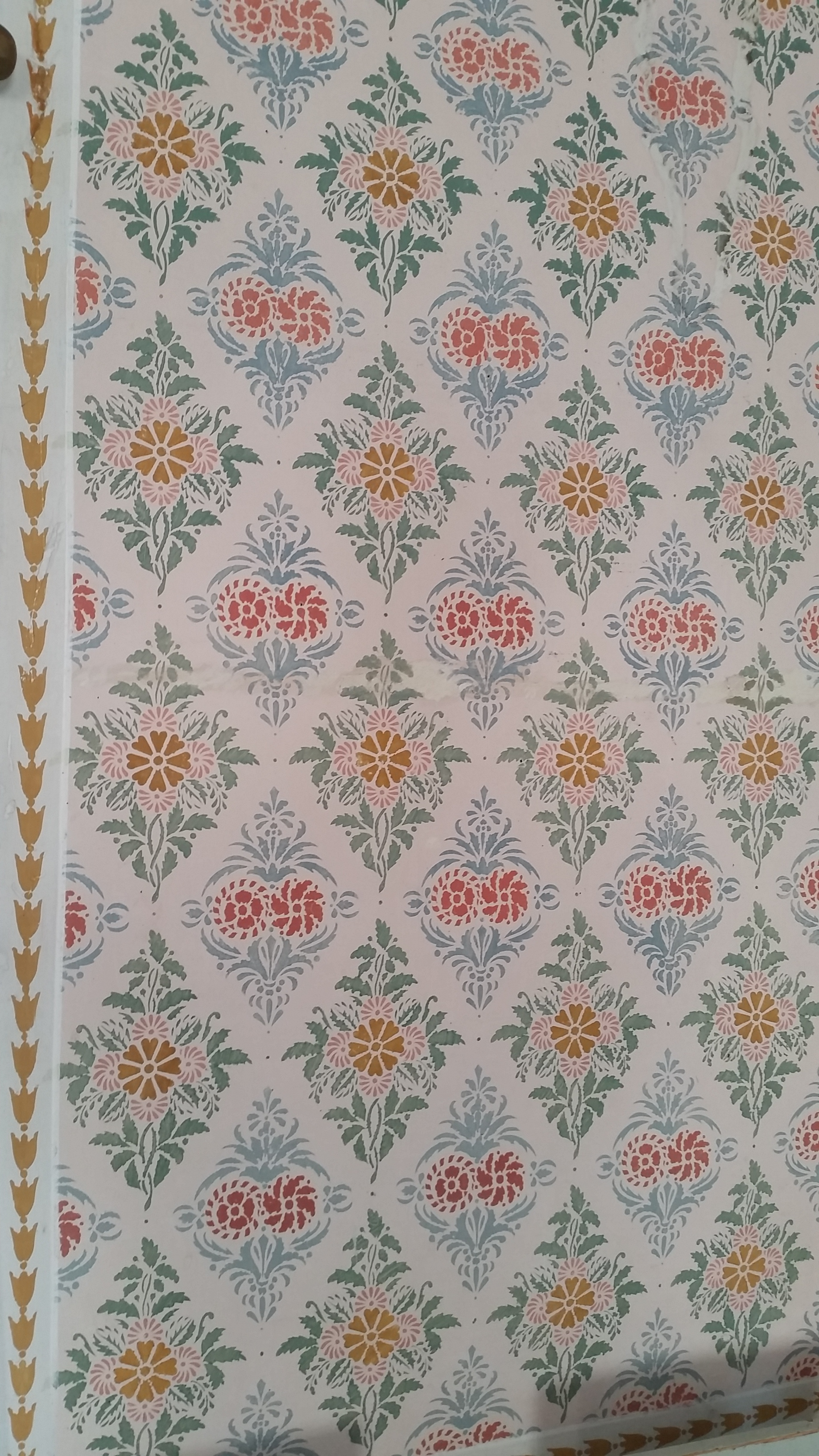
Зображення на стінах ферми які були зроблені у 1840 роках.

- Gästgivars

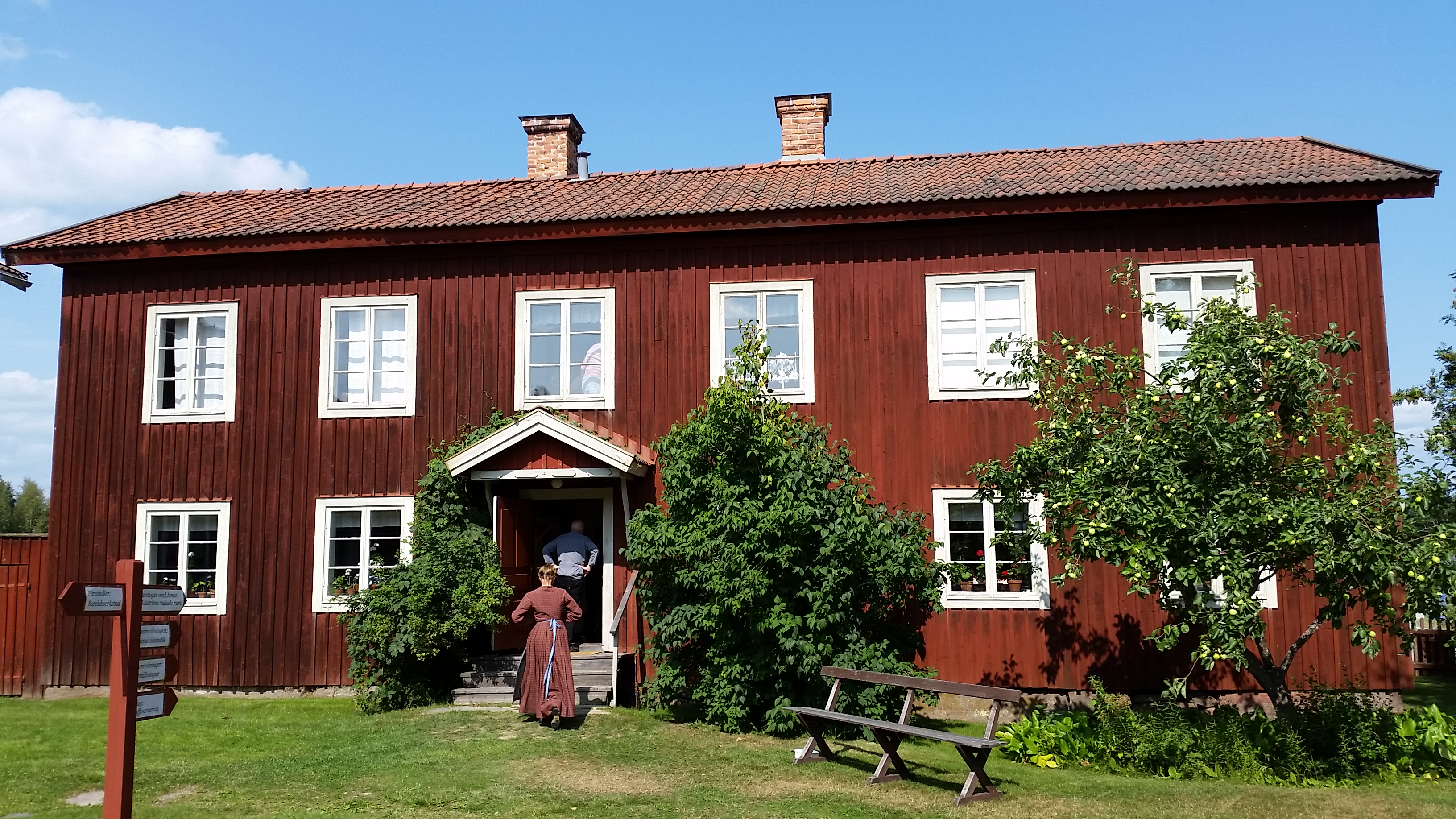
Геррустуґан.
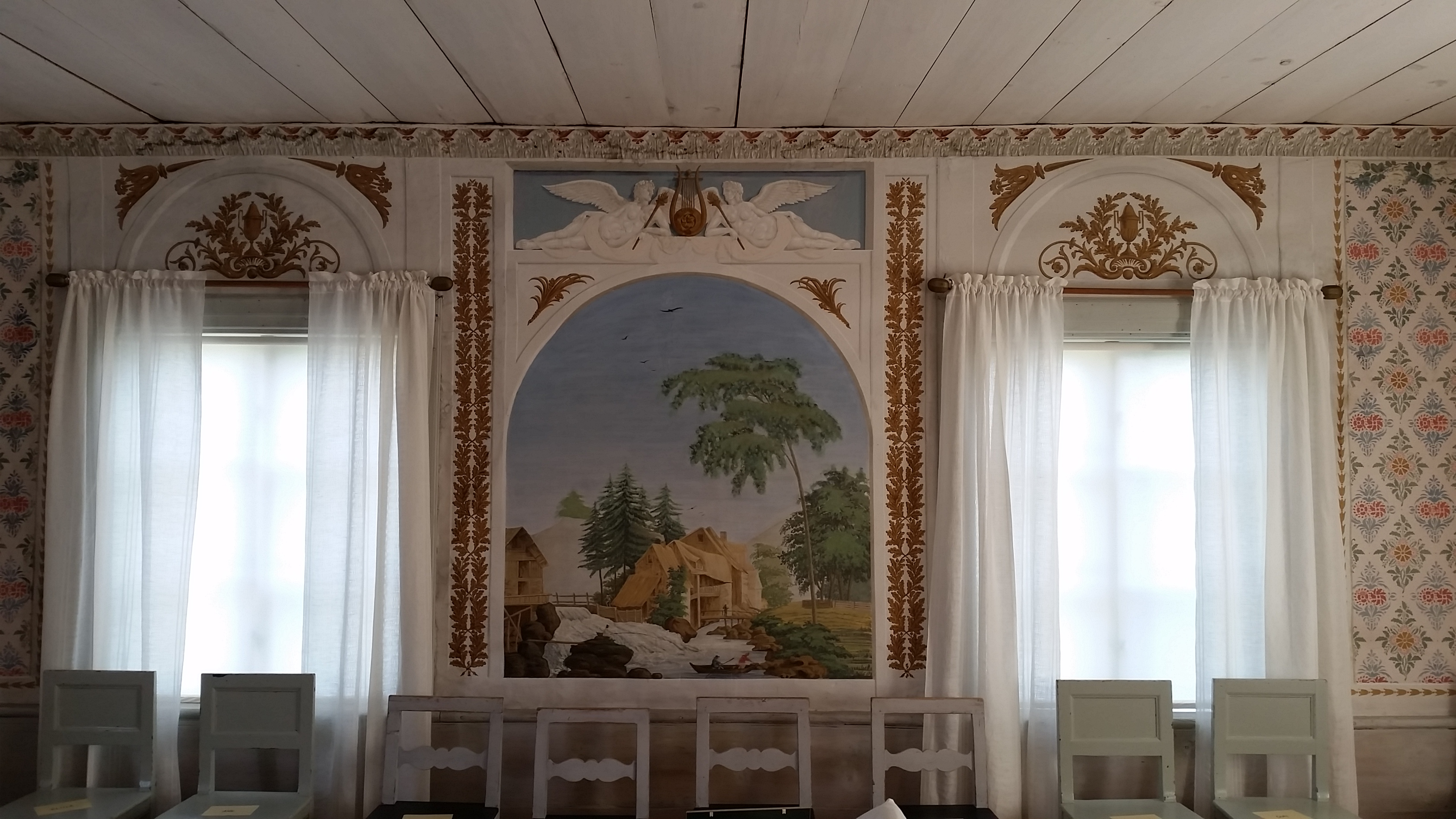
Настінні зображені зроблені Джонасом Вальстромом.
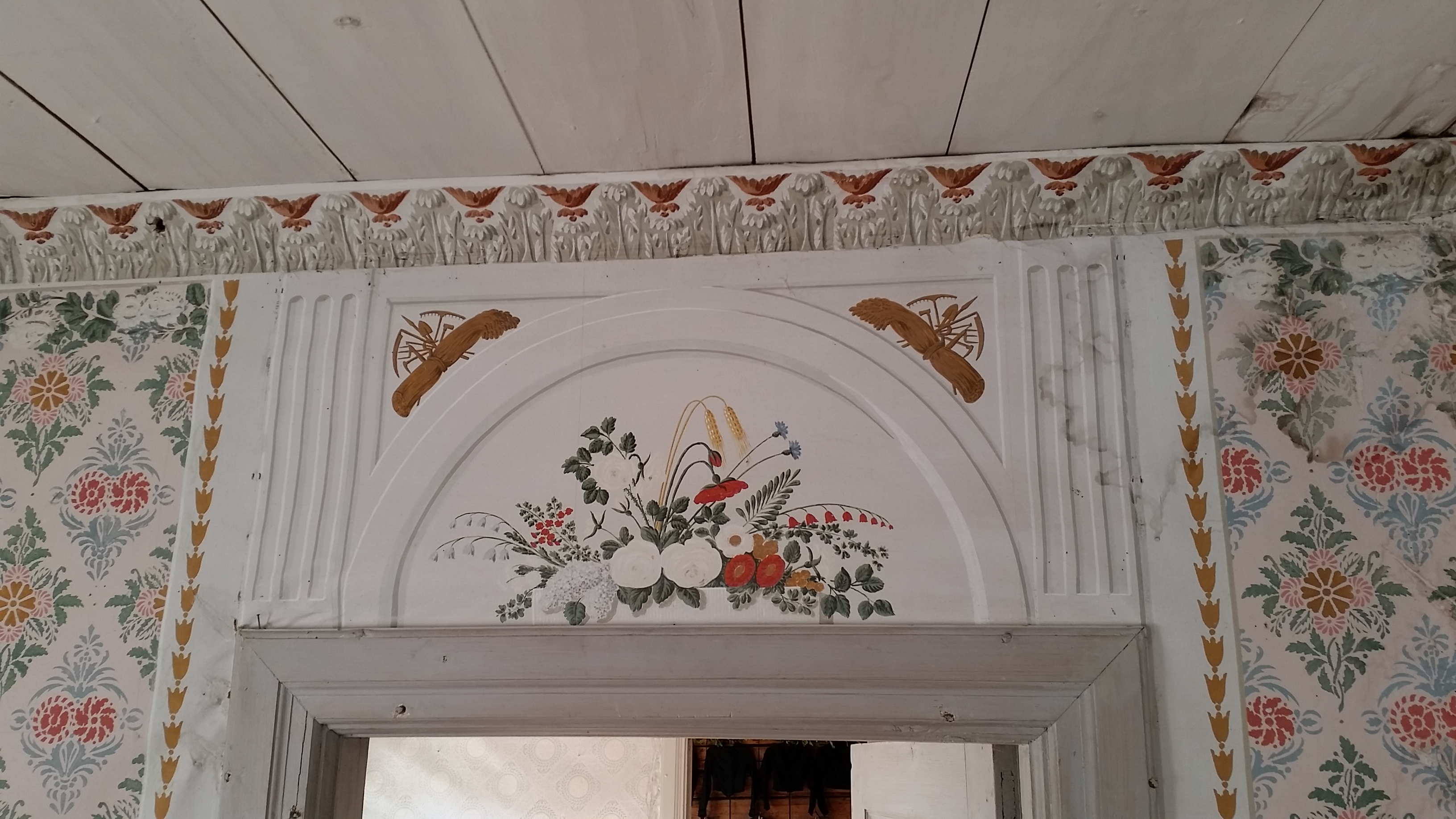
Розписи зроблені над дверима.

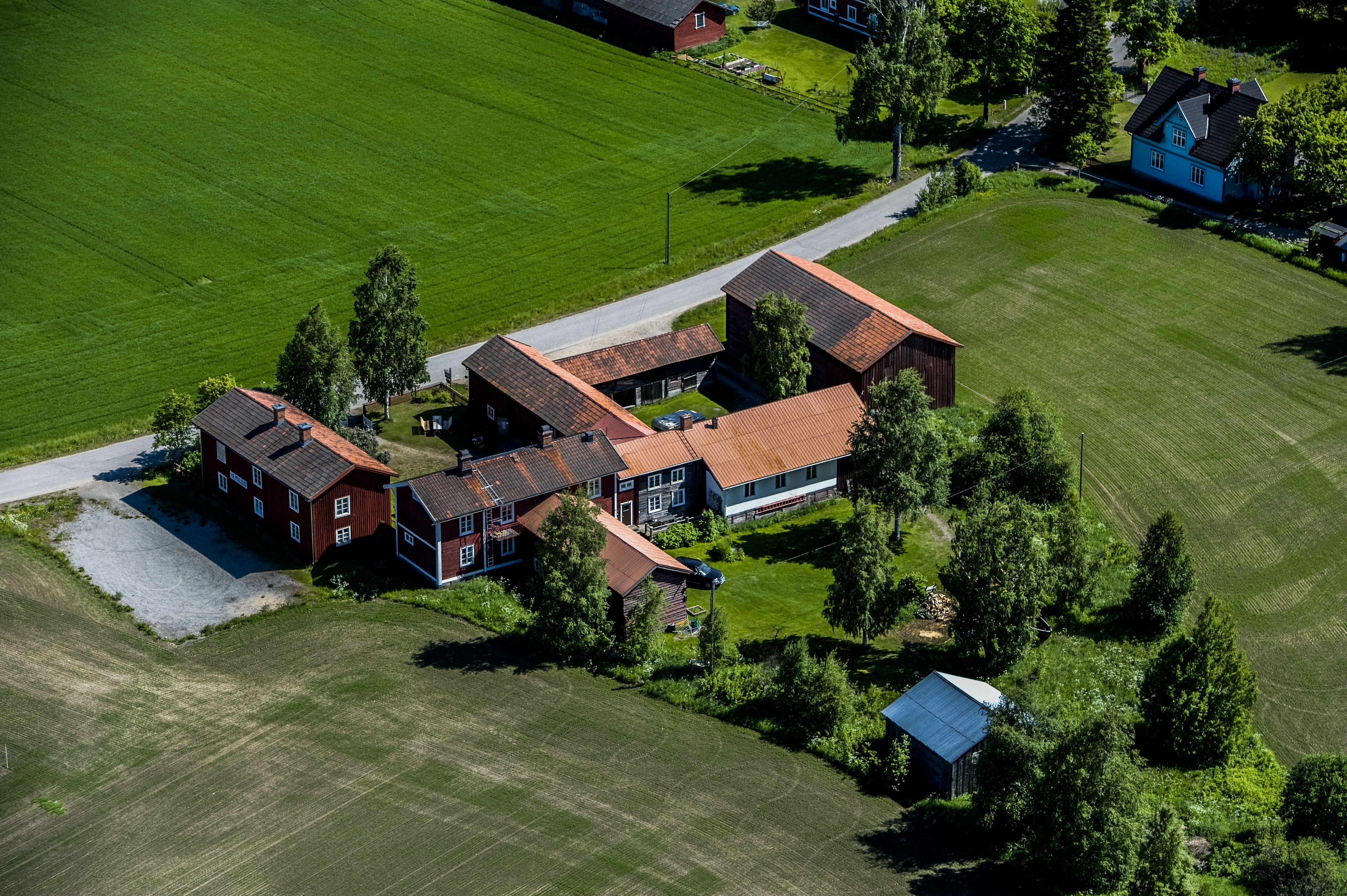
Ґьостаґіварс вид з пташиного польоту.
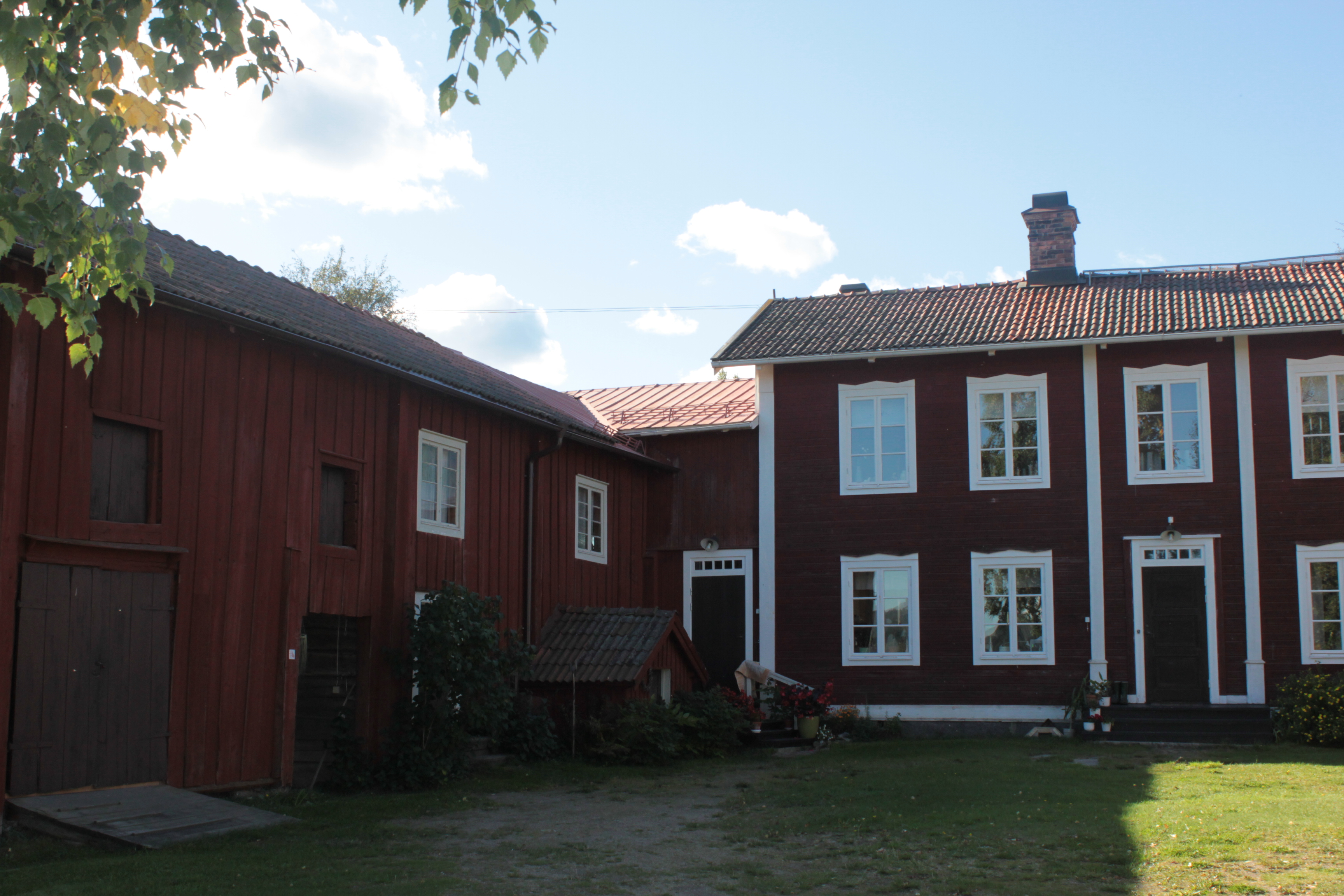
Ліва сторона будинку
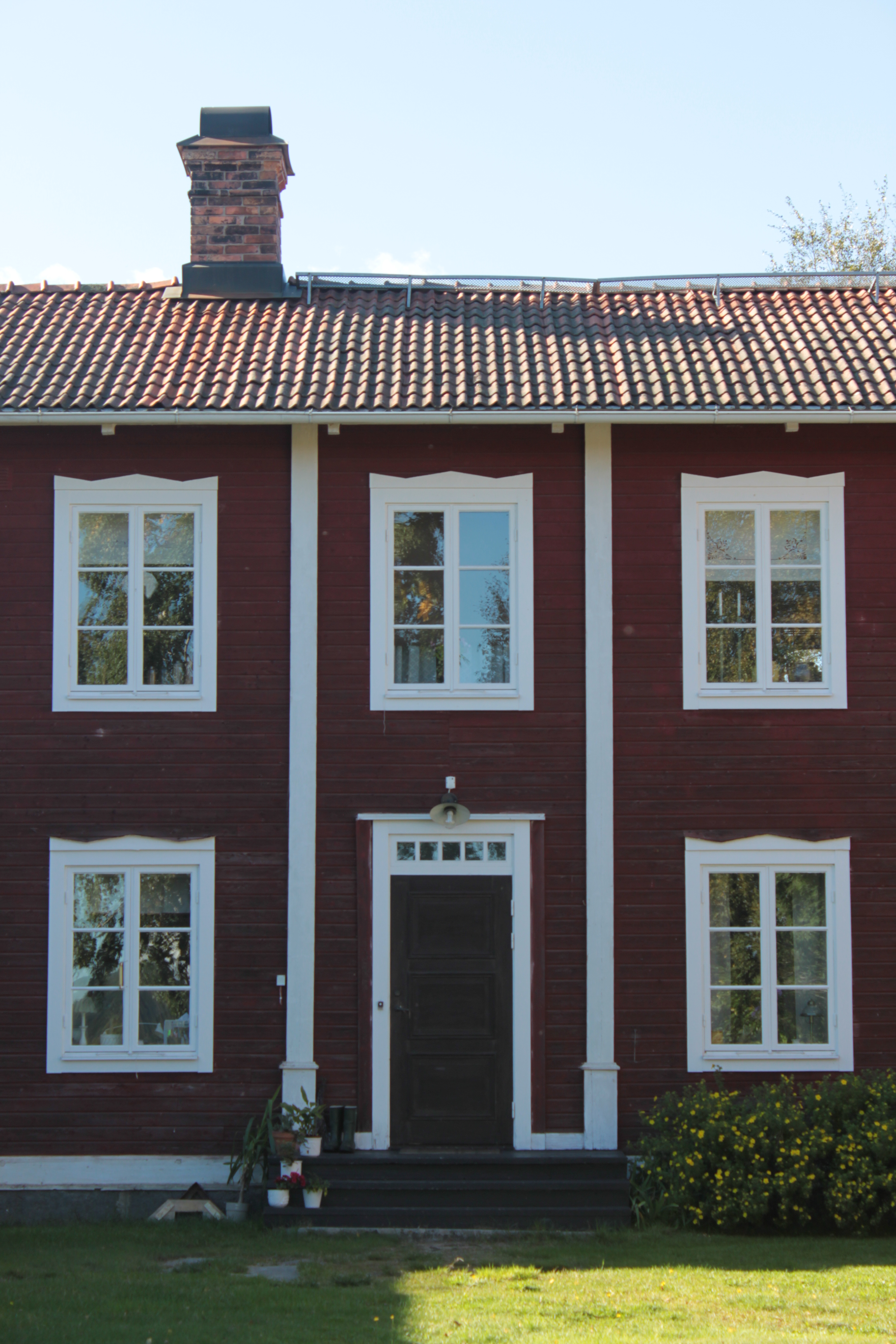
Двері та вікна  будинку.
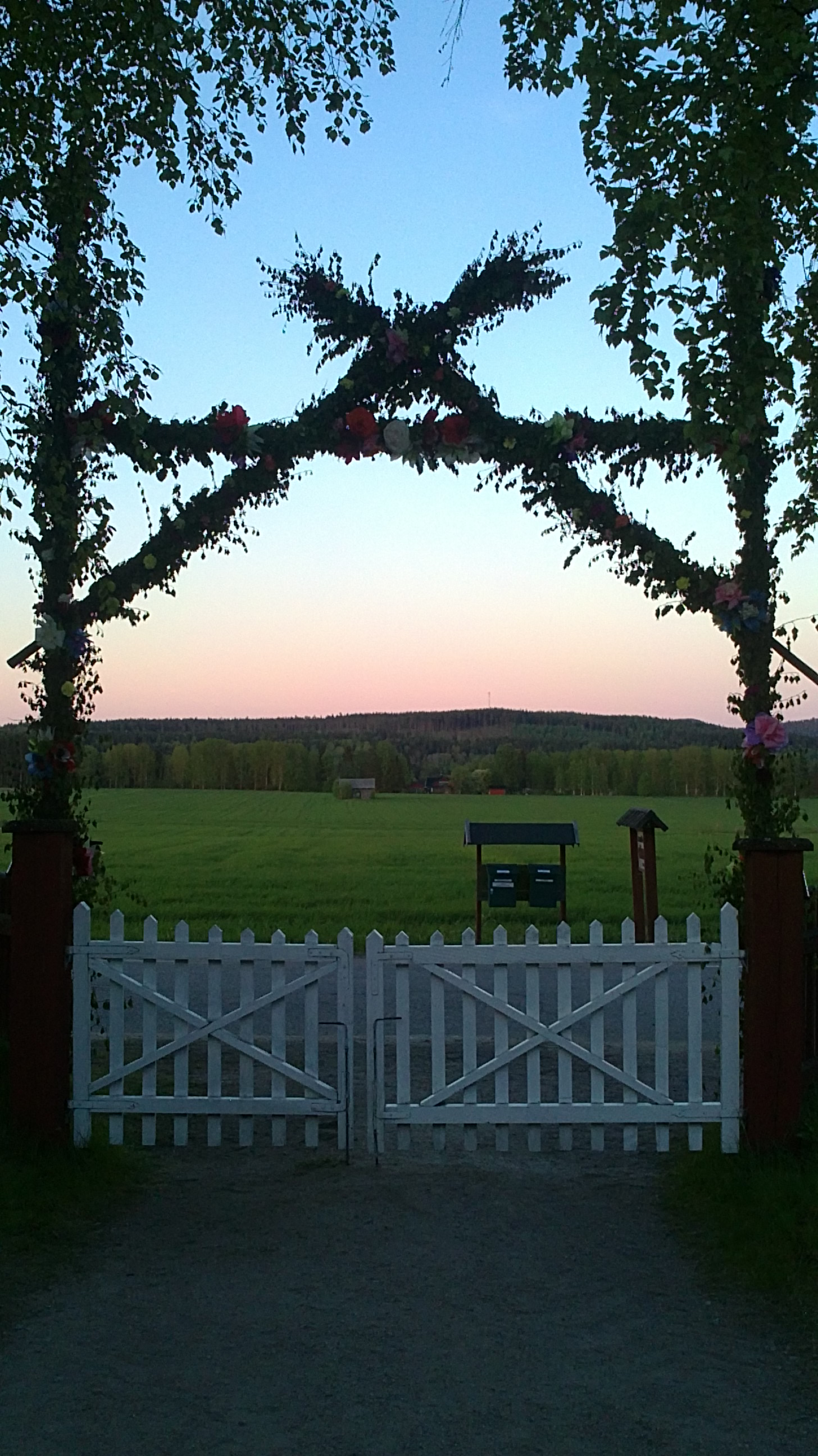
Вигляд з різьбленого вікна

У даній будівлі присутні мозаїчні картини Джонаса Вальстьома (1798-1862) які були створені у 1840 роки. Сам Джонас Вальстром був походженням із Вальста, міста, де розташовано Гастгіварс і є одним з відомих охоронних вимірювальних приладів. Серед картин які тут присутні - це оригінали відомих шпалер, The Entertainerhood від Duro, який був названий на честь ферми і був надрукований з 1960-х років

#### Будинок Боммарів
- Bommars

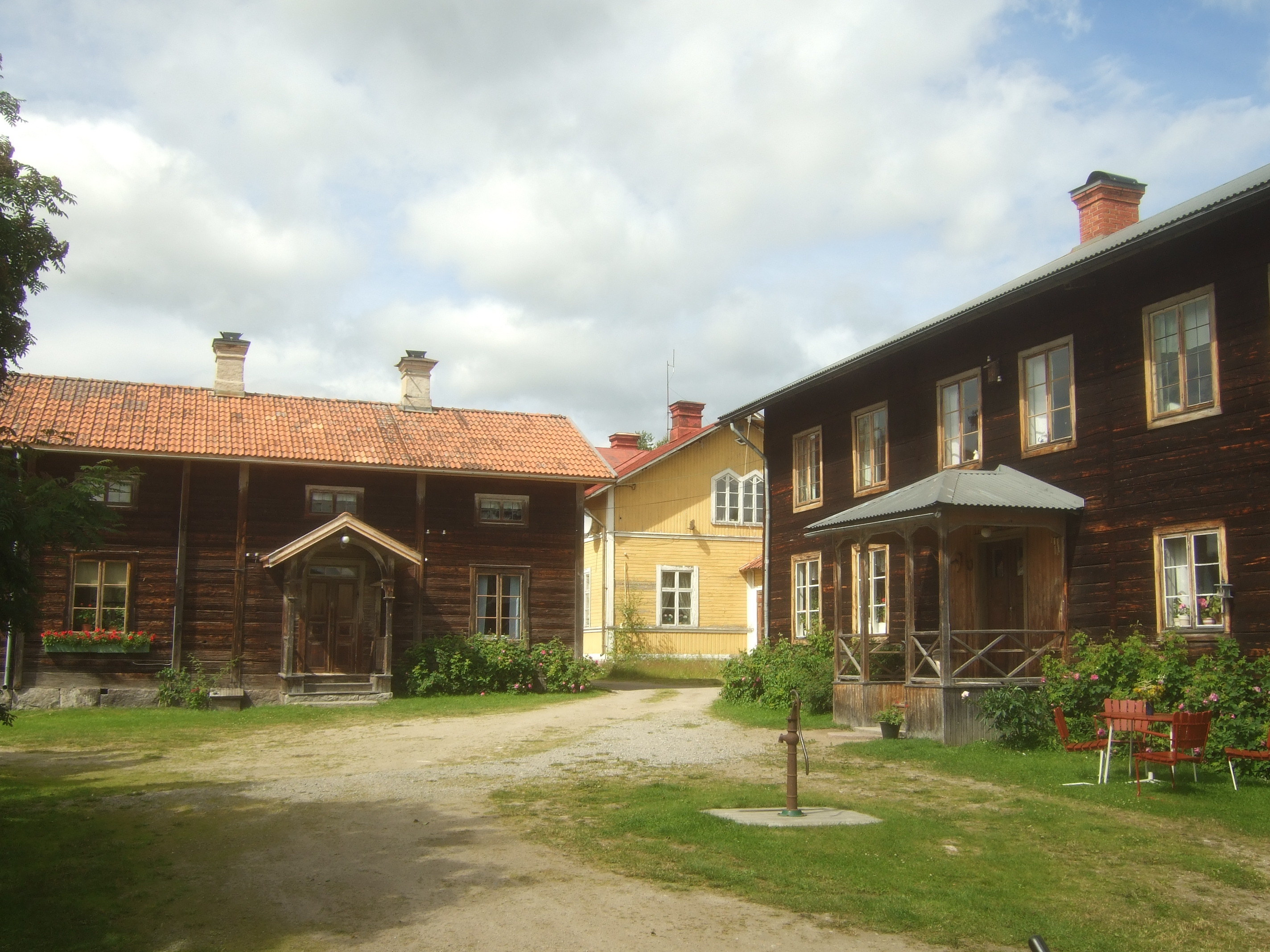
«Будинок відпочинку» та «Зимовий котедж»
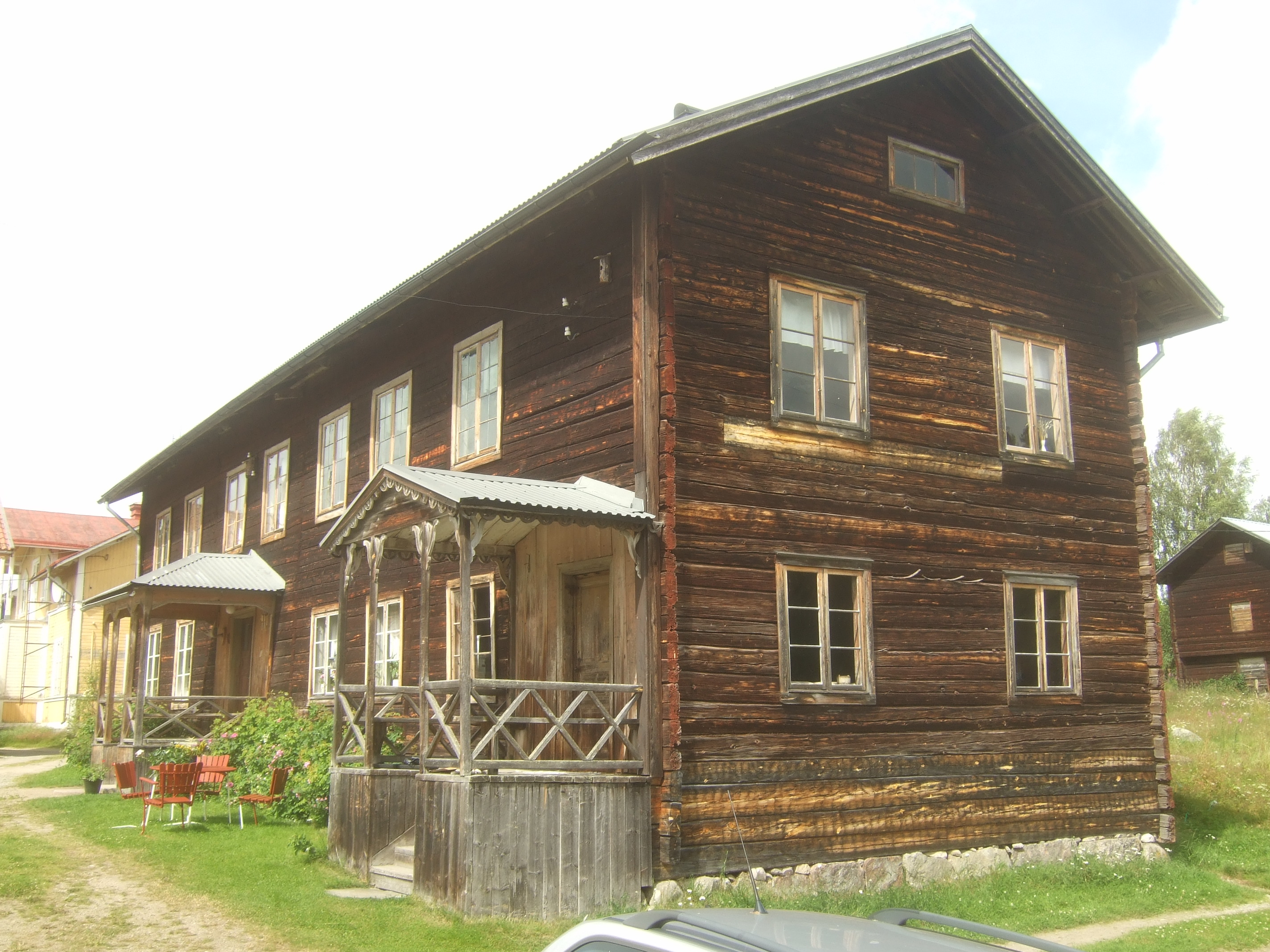
«Зимовий котедж» та «Härbret»
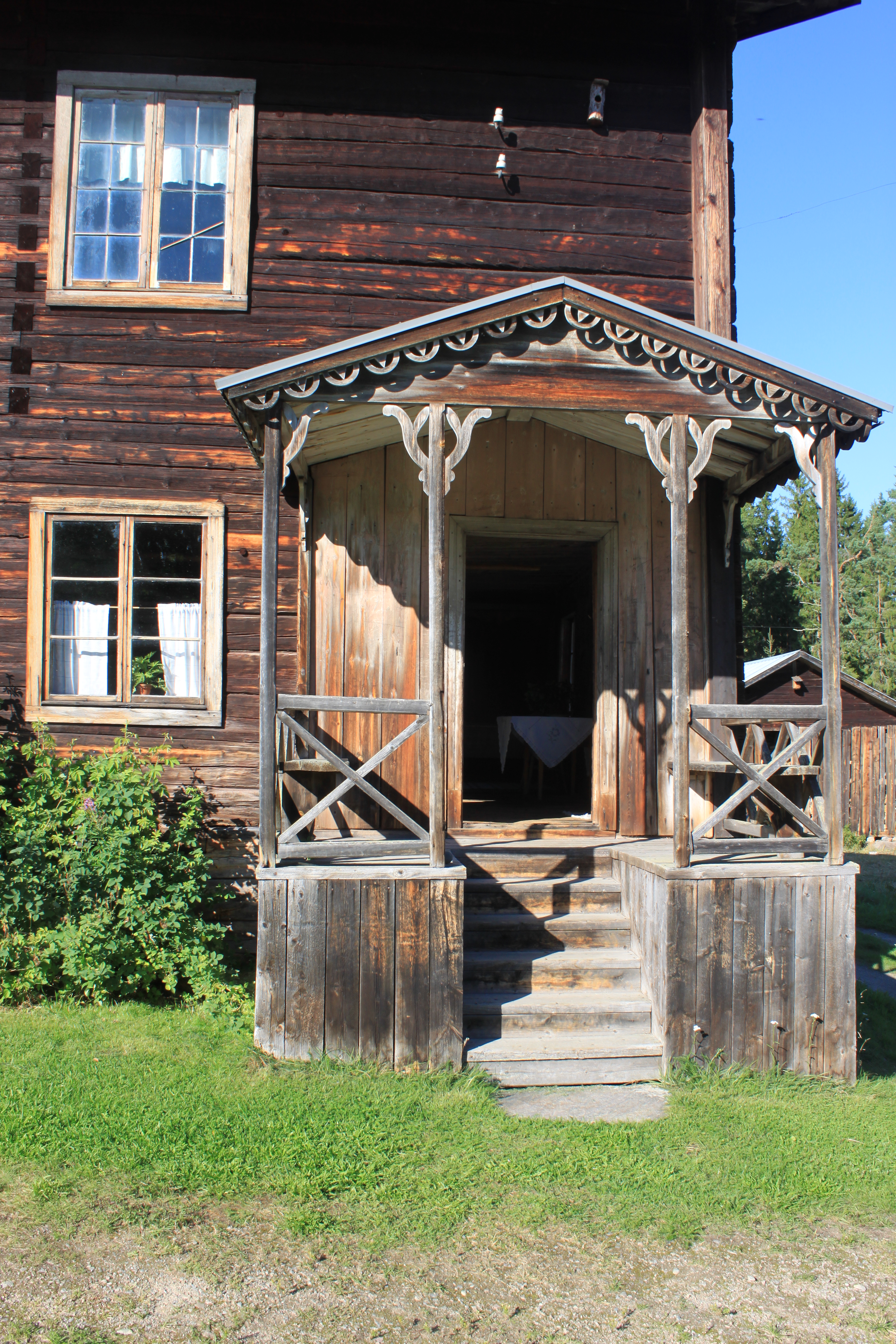
Bislag
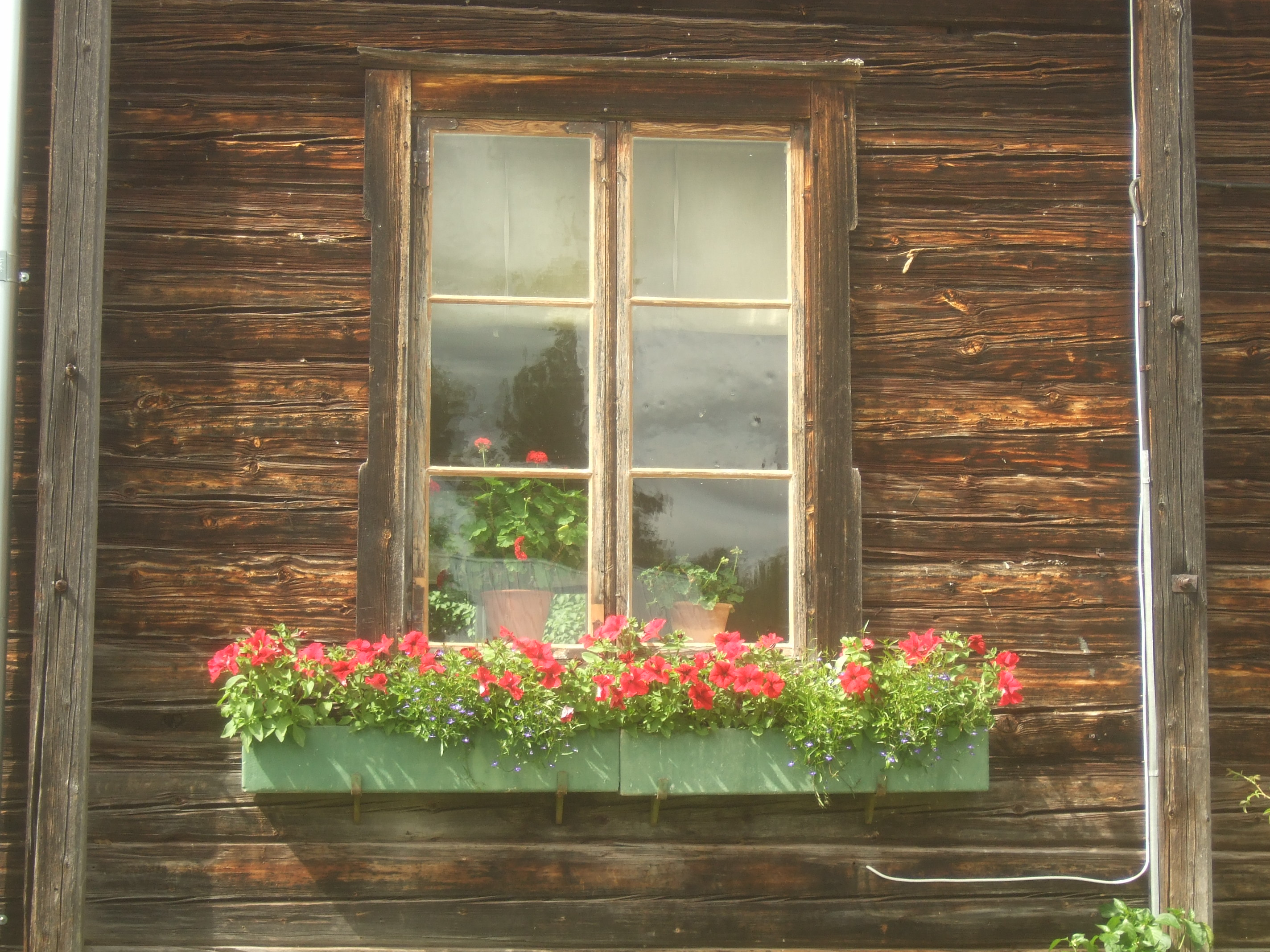
Інтер'єр«Літнього Будинку»
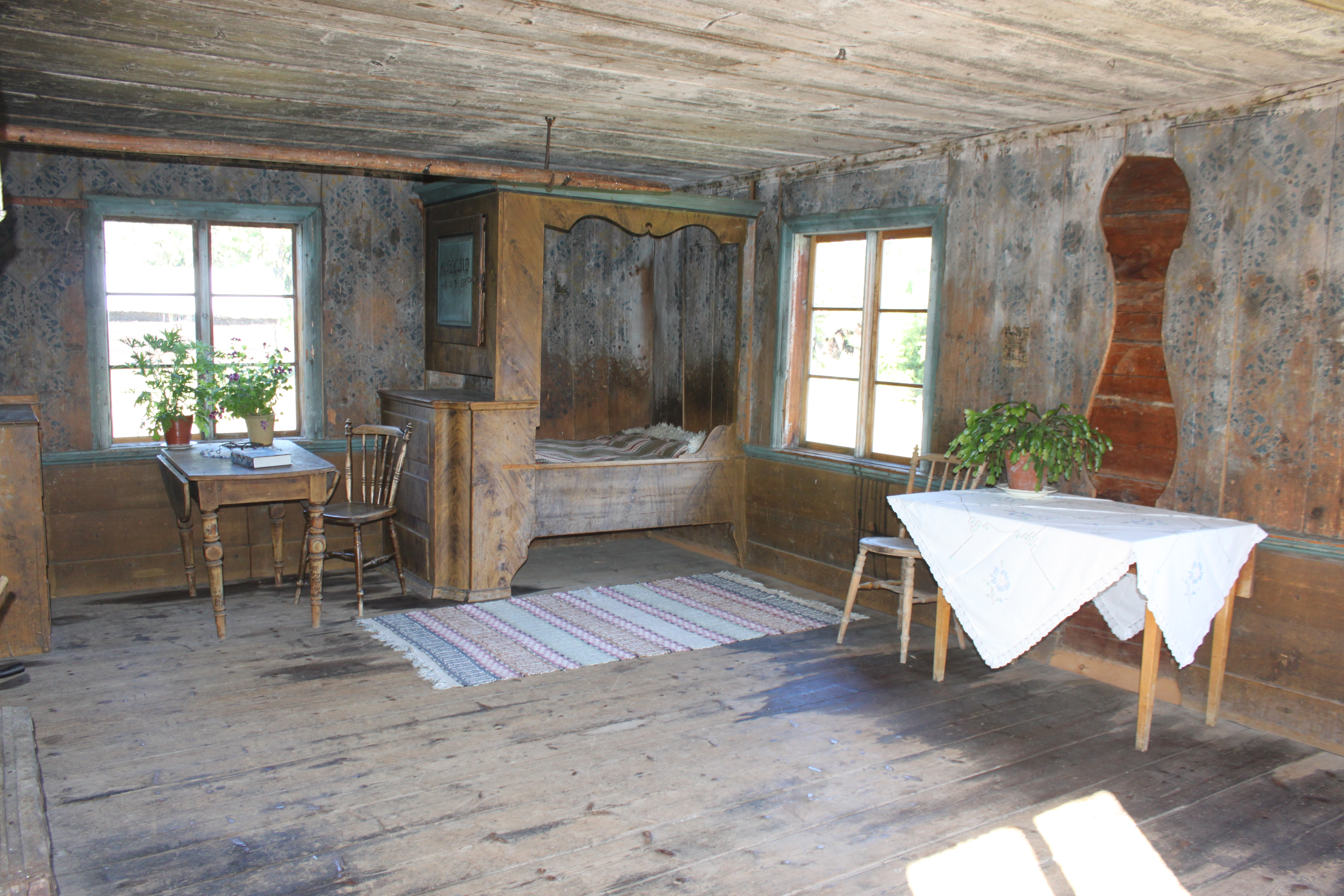
Вигляд кухні Бомарів.

- Fågelsjö Gammelgård

Історію Боммара можна простежити до 1542,з книги яку  потім  називали Oppigården. Те ще було у XIX столітті сформовано, такими якими ми бачимо це сьогодні. Немманманн Свен Йоханссон і його дружина Глін Джонсоттер отримали ці двоє житлових приміщень у 1848 році, але тільки в 1887 році ферми стали постійним місцем проживання, коли сюди переїхали їх дочка. Сім'я Bommars отримало ферму у власність 1900-х роках від Enno і Ларс Йохансе н Ларса Йохансона, які купили ферму в 1931 році, їх називали Bommapojkarna.
інтер'єр
Ферма має дорого обстановку з настінними малюнками та шпалерами з візерунками, які також можна побачити  в шведських замках та садибних будинках, в той час незвичайна комбінація. Гардеробна була прикрашена Стокгольмськими газетами з середини 1850-х років.

#### Ферма Крістоферсів
- Kristofers

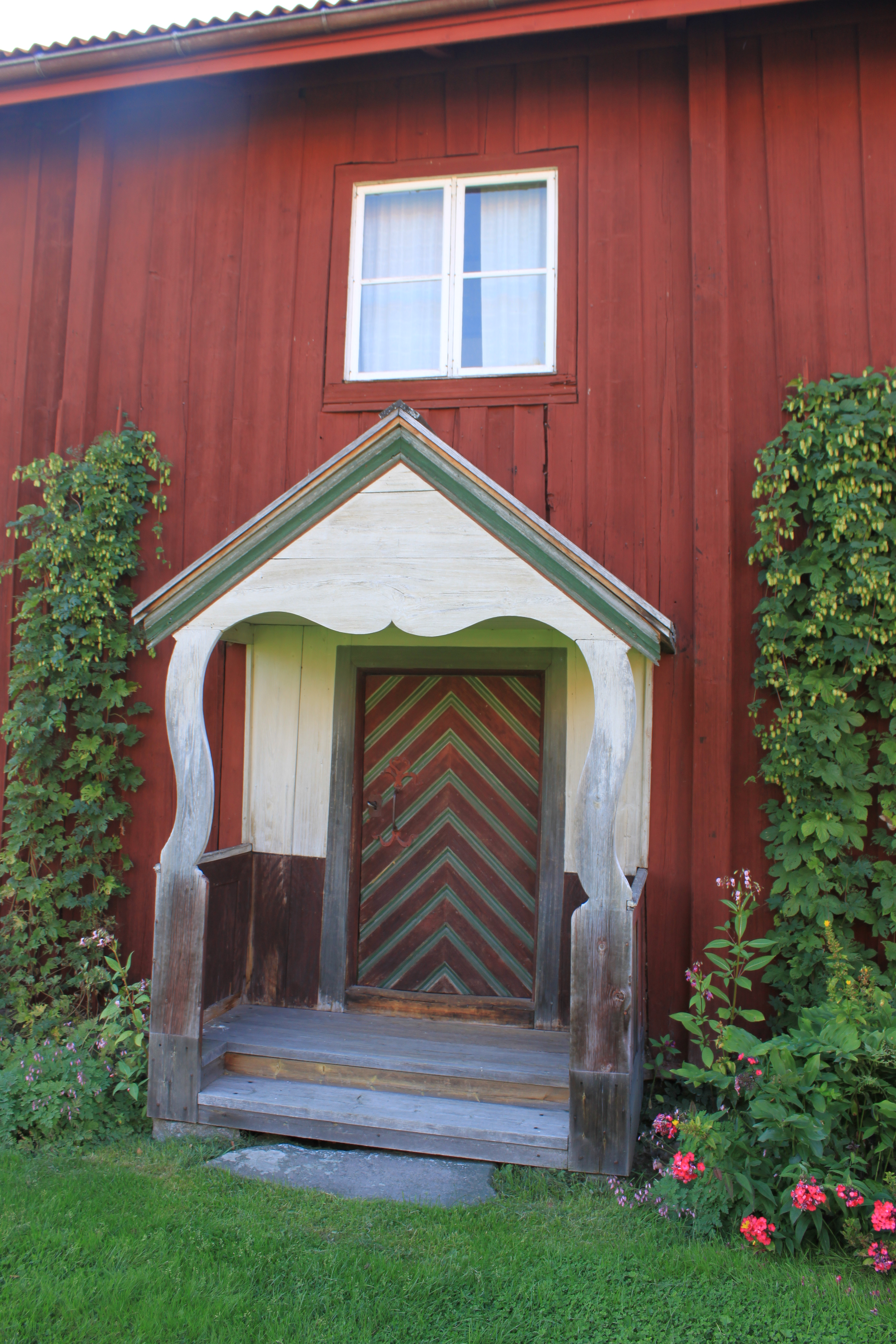
Деталь воріт Крістоферсівсьго будинку

#### Будинок Джон Ларс
- Jon-Lars

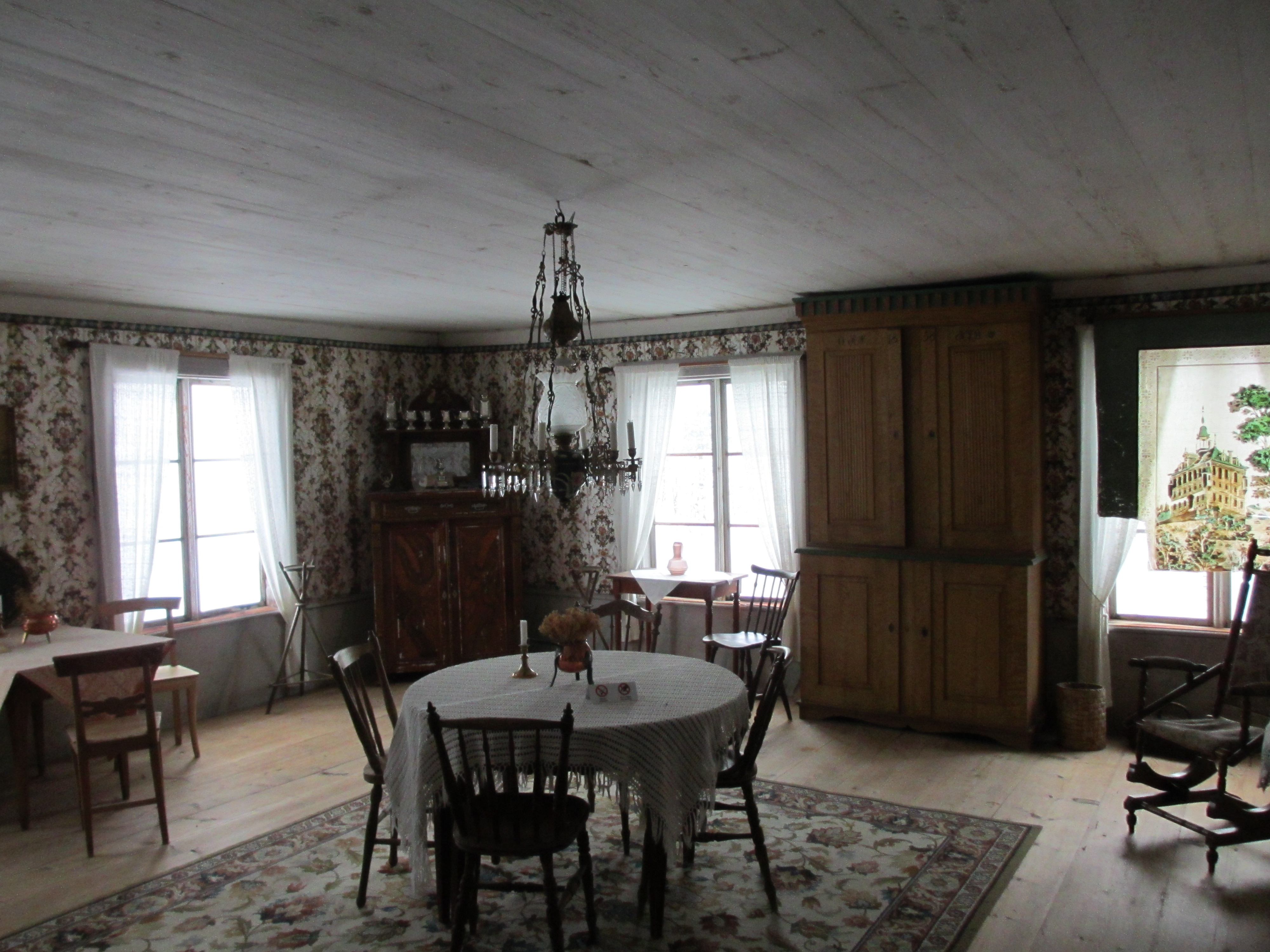
Житлові кімнати.Вітальння
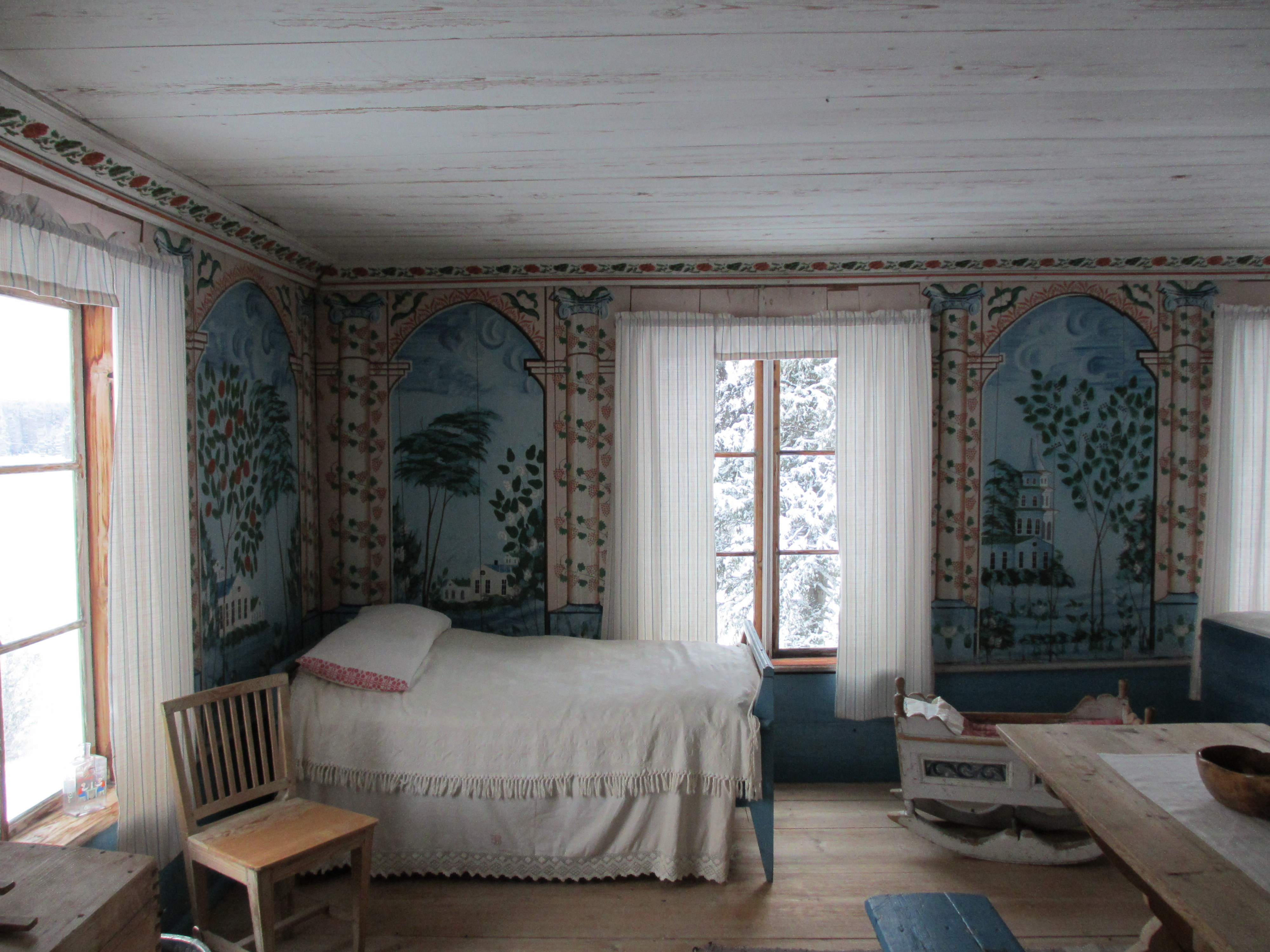
Спальння.
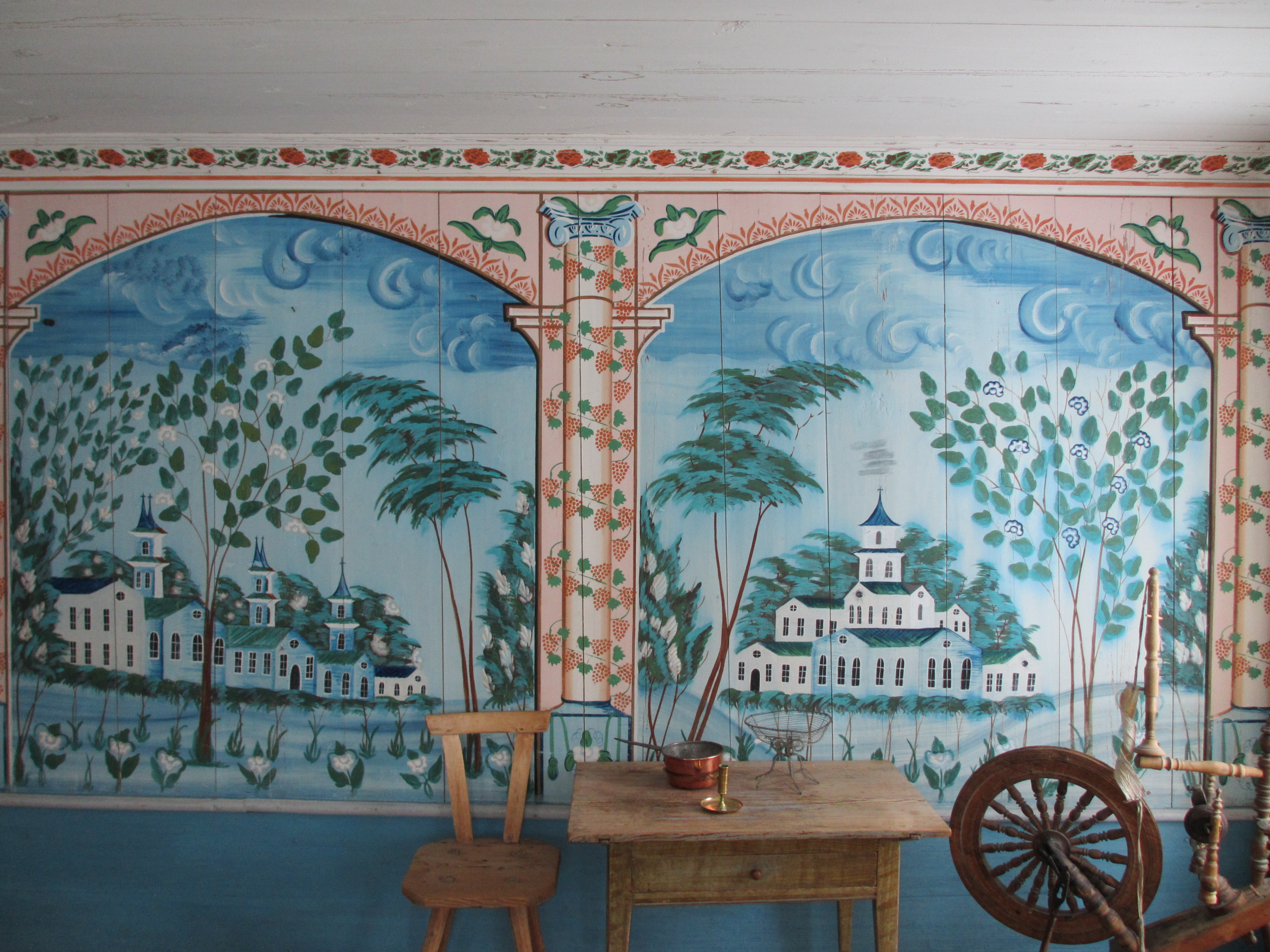
Малюнки на стінах.
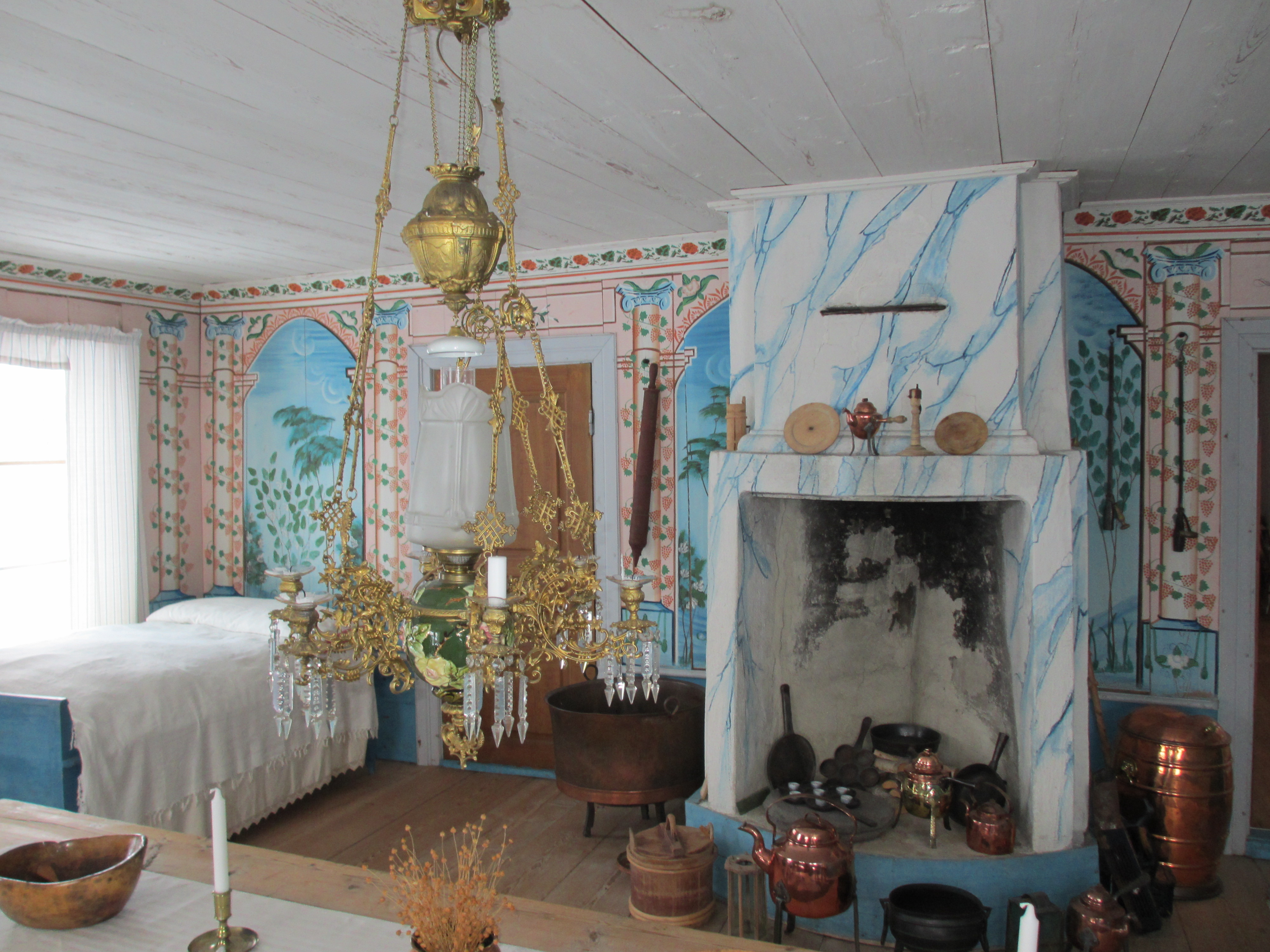
Спальння інший вигляд.

#### Будинок Еріка Андреса

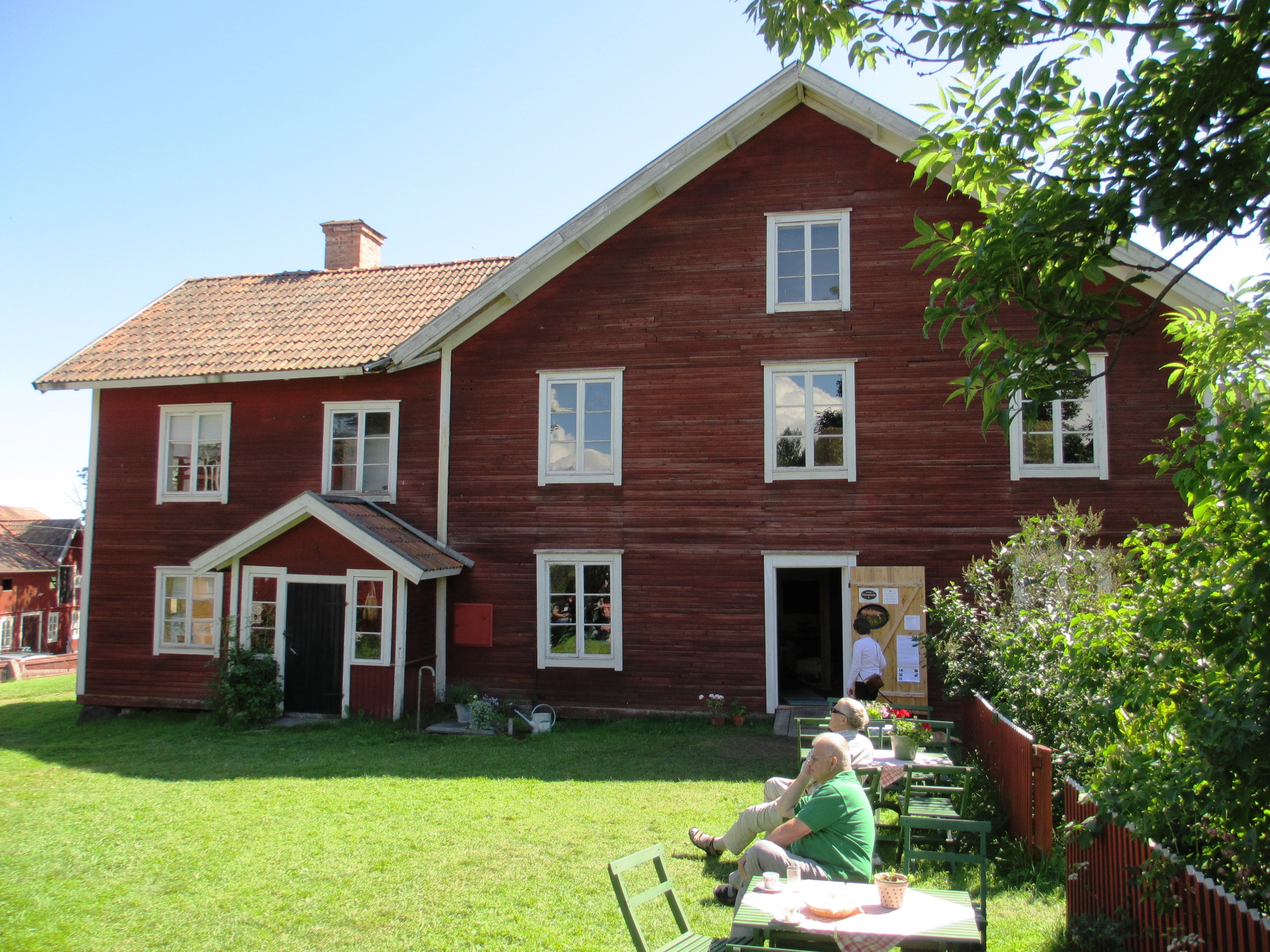
Прибудова до будинку

- Erik-Anders

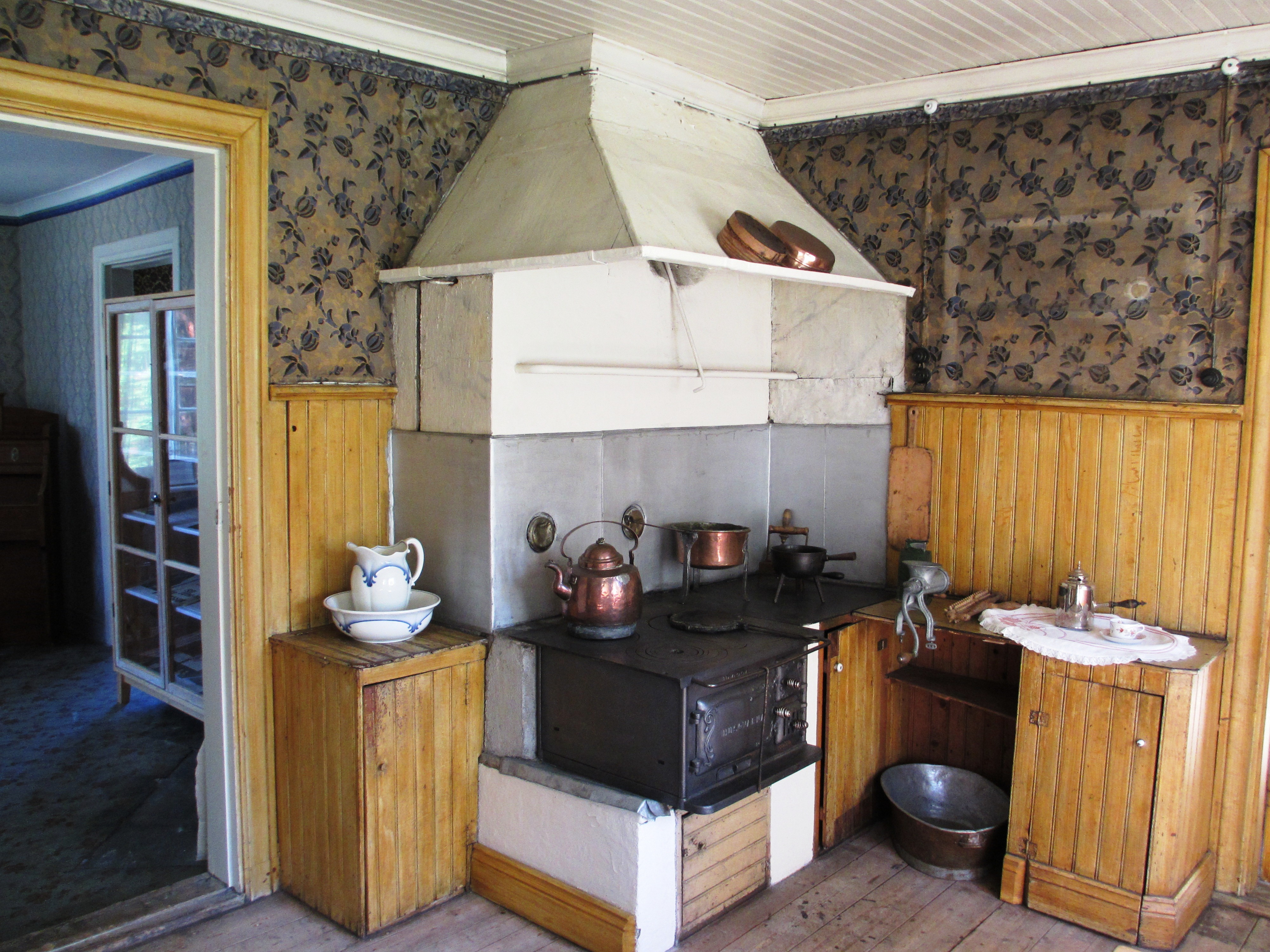
Будинок, інтер'єр
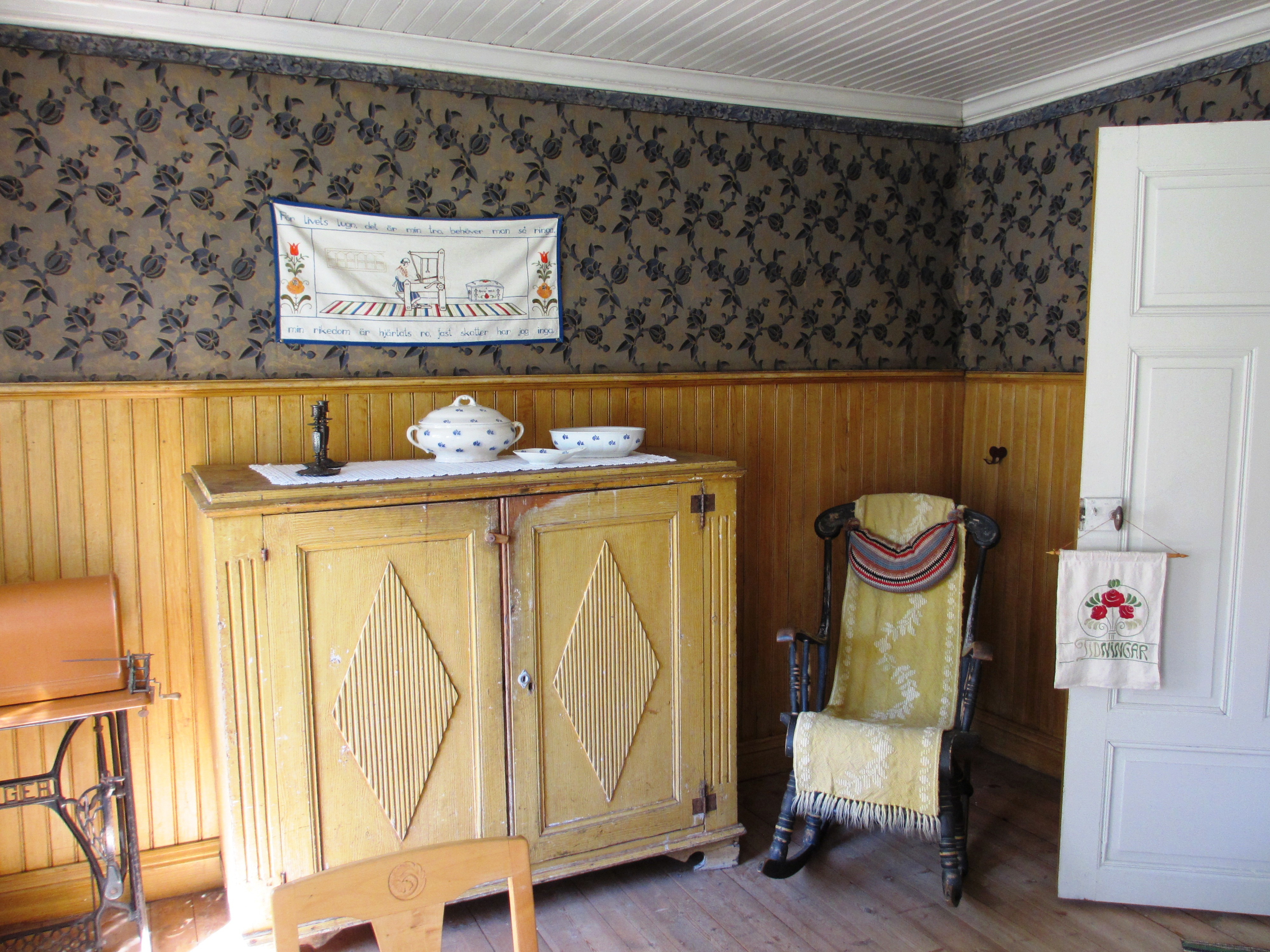
Будинок, інтер'єр # 2
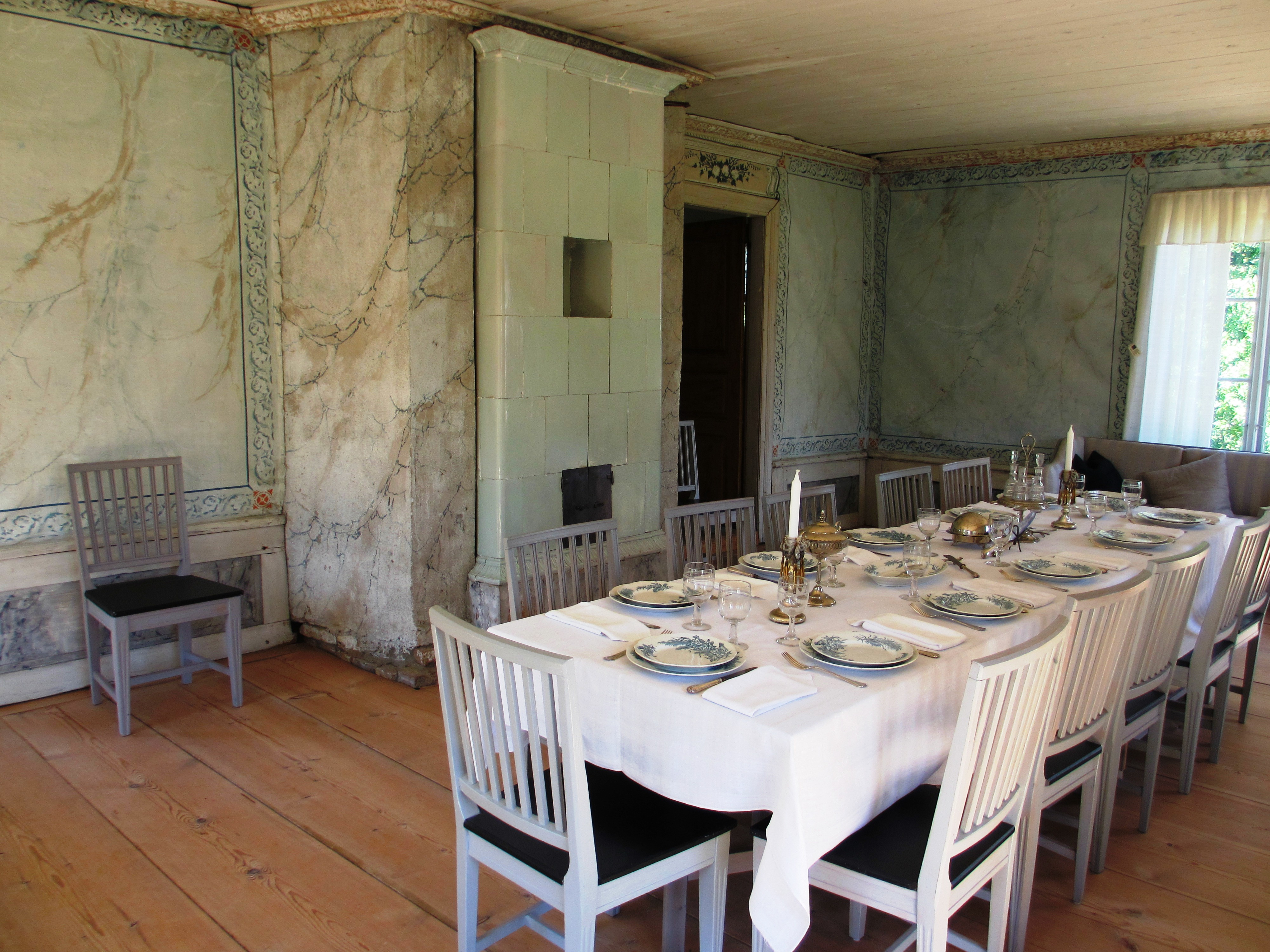
Будинок, інтер'єр.Зображення #3
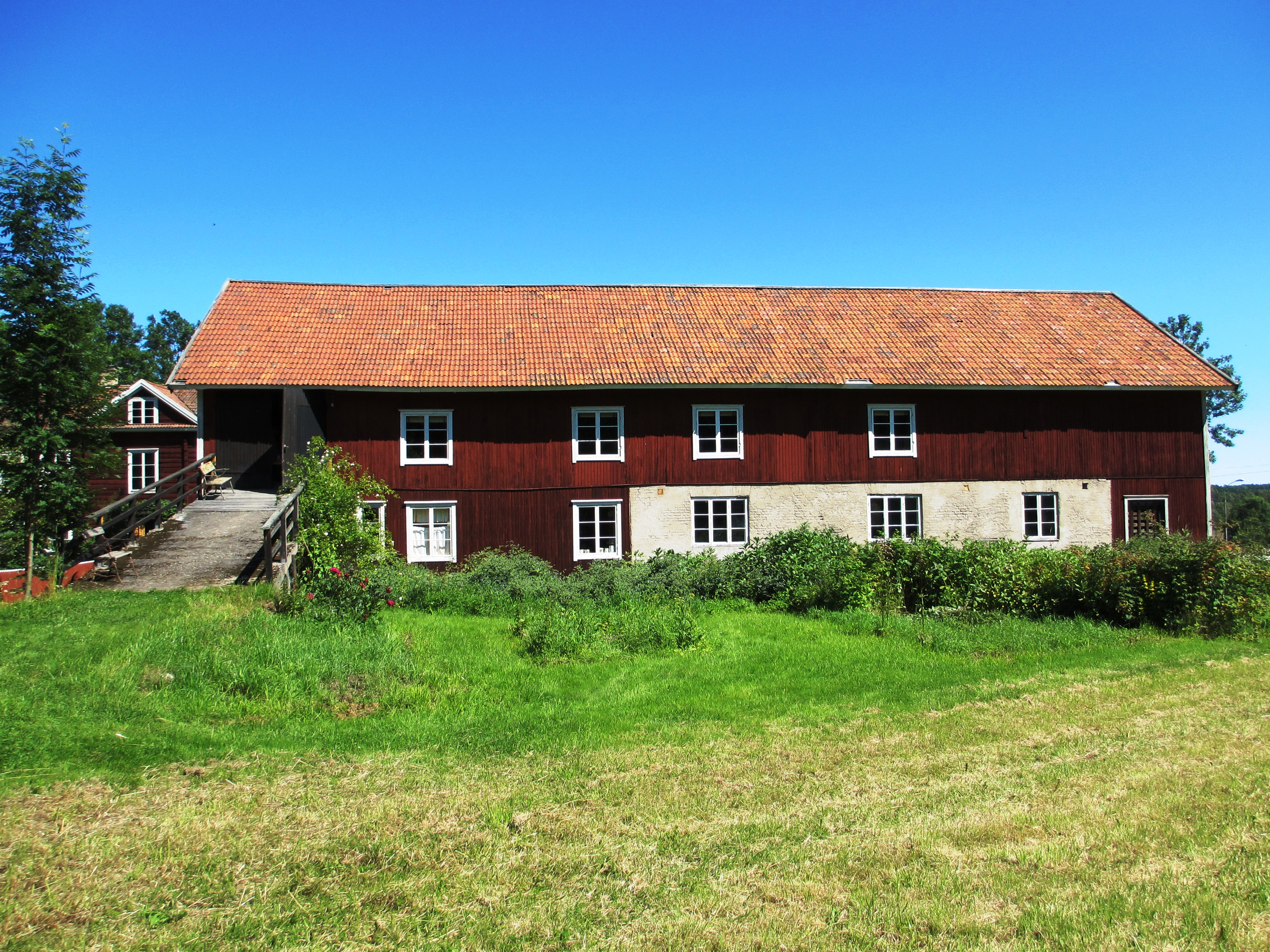
Прибудова

#### Будинок Паларс

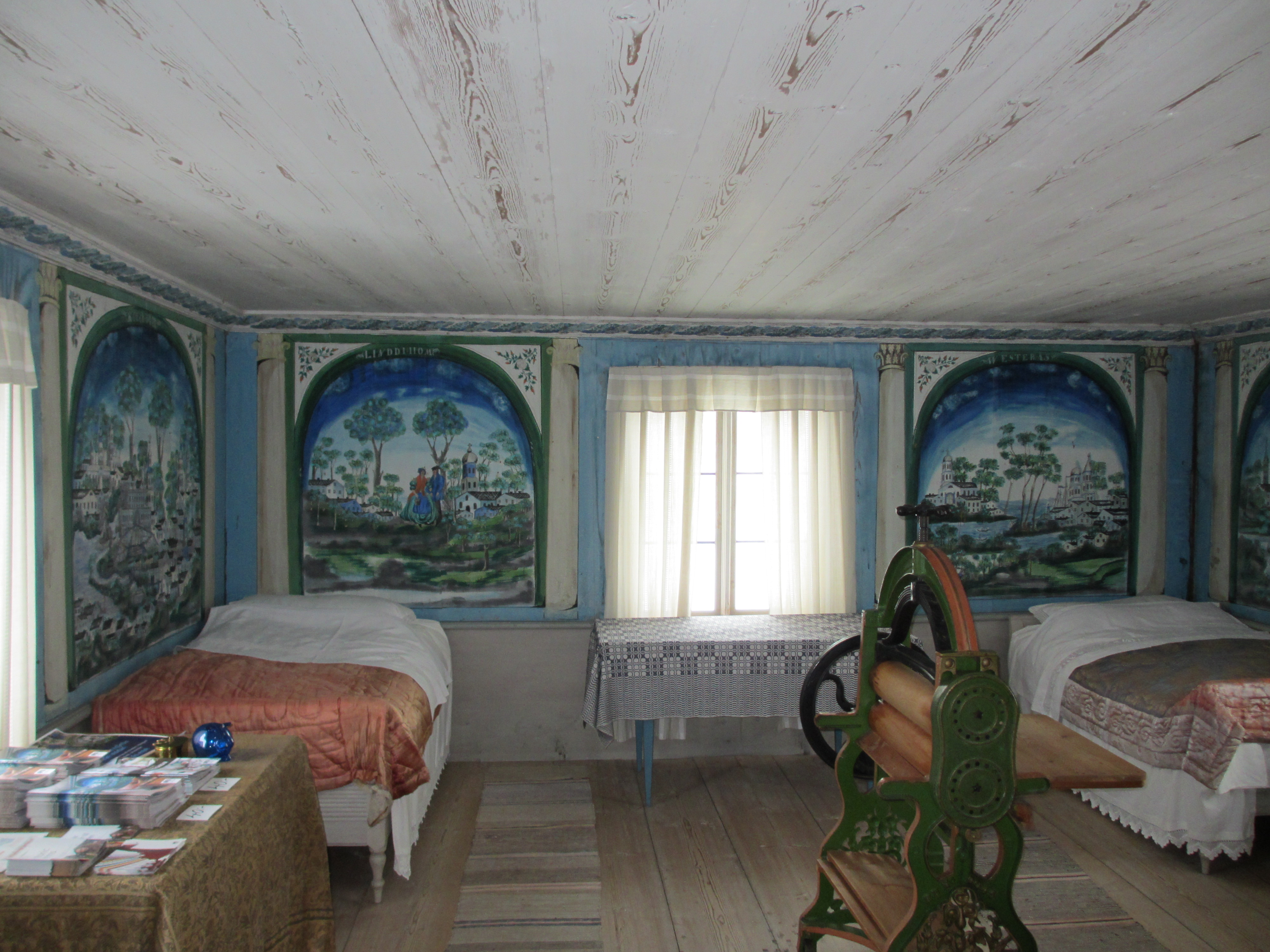
Настінні картини в гостьовій спальні в Палларі

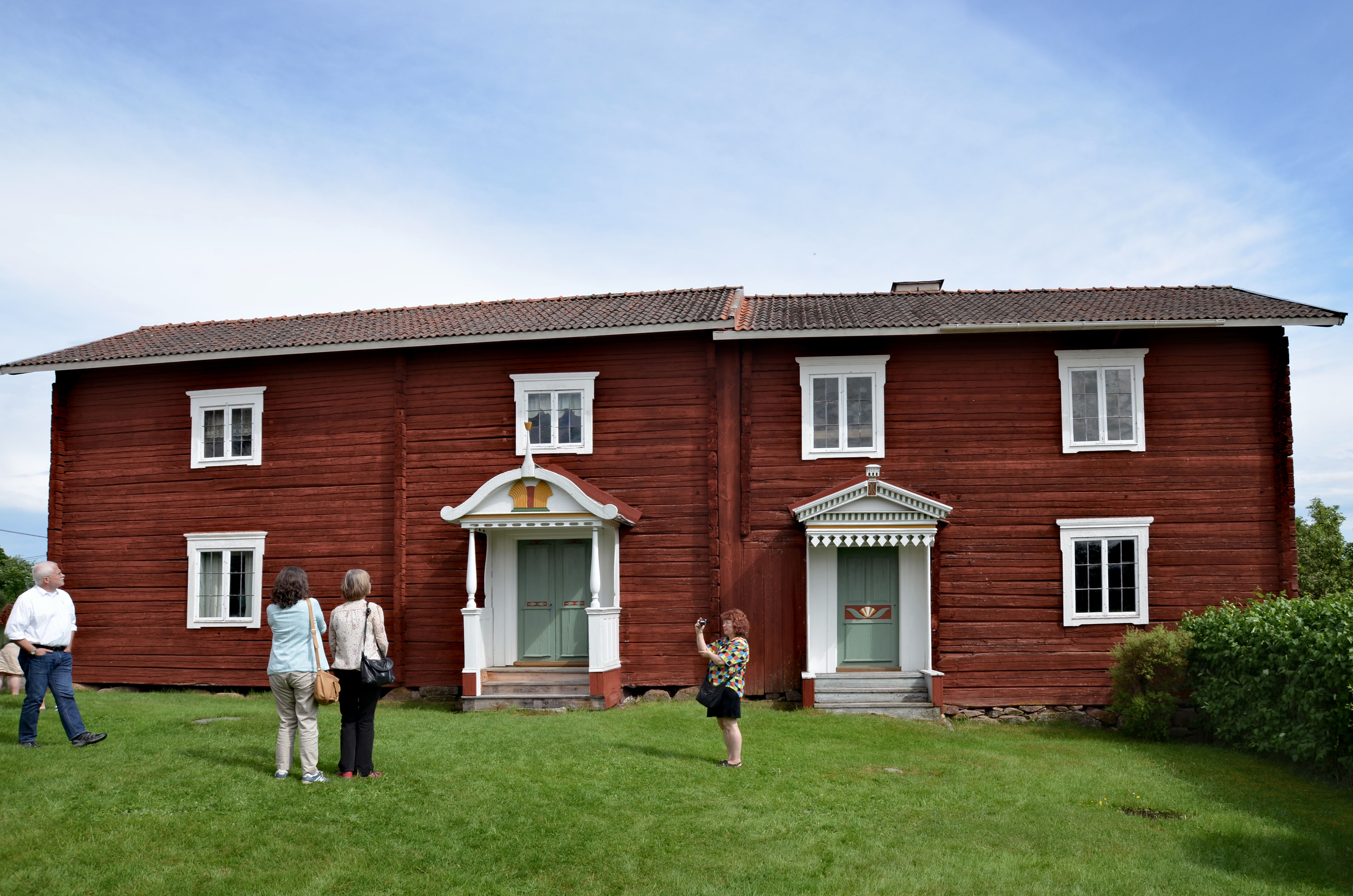
Палар із східного боку.

- Pallars

## Захист і Управління
Всі компоненти та будівлі є під охороною згідно Акту про культуру, 1988 .
Усі зони, крім Боммара, були визначені як об'єкти національного значення для збереження культурного середовища згідно з Екологічним кодексом 1988 року. До всіх буферних зон були розроблені спеціальні заходи захисту відповідно до Закону про планування та будівництво, 1987 р., Які дозволяють запитувати дозволи на будівництво, навіть якщо вони не є обов'язковими. Захисні заходи, передбачені буферною зоною, включені в муніципальні плани. Всі муніципалітети дали гарантію, що всі заходи, які вони повинні виконувати для охорони будуть виконані для захисту територій. Усі, крім одного з компонентів майна, знаходяться в приватній власності. 
Загальне керівництво цією сесією здійснюється Комітетом з управління світовою спадщиною.
До охорони залучені місцева Адміністрація,музеї(окружні та інші),. небайдужі люди(волонтери) Партнери в комітеті управління приймають рішення на привід заходів щодо захисту цінностей майна відповідно до шведського законодавства. 
Керівний комітет також функціонує як форум для висвітлення важливих та поточних питань, пов'язаних із збереженням та освітніми ініціативами, сталого розвитку, а такою ж участю та співпрацею. Комітет щорічно звітує до Національної комісії зі спадщини. 
План управління майном визначає загальні цілі та сфери пріоритетних робіт. План управління очікує схвалення губернатором округу. План управління впроваджуються Комітетом з управління світовою спадщиною та виконується за сприяння координатору всесвітньої спадщини. Постійно ведуться реставраційні роботи Найбільшою загрозою для семи булинуів і їх майна є пожежа, і існує нагальна потреба у ведені протипожежної безпеки для всіх компонентів у контексті загальної політики щодо надзвичайних ситуацій. Цей процес вже розпочато і буде введено в дію протягом 2012 року.

## Архітектура
Для будівництва домів використовувалось тільки дерево
. Унікальність цих господарств полягає в прагненні фермерів збирати картини, інші види мистецтва. Ферми мають великі та ретельно оформлені житлові будинки, часто два або три кімнатні ,іноді у цих будинках жило кілька поколінь, аде деякі будинки були використані тільки для свят і то лише на день а інші кімнати були і для сну, так звані "ліжкові".
Фермери будували їх прикрашаючи різьбою,фарбуючи як і усюди по Швеції у червоний колір.
Існував цікавий звичай будувати свій будинок вище сусіднього ; це робилось для того щоб здивувати сусідів, показати свій статус.